# 缬草烯酸
缬草烯酸，分子式C15H22O2，是一种植物源的倍半萜化合物，存在于纈草（学名：Valeriana officinalis）的精油中。